# 굳세어라 금순아
〈굳세어라 금순아〉는 한국 전쟁 휴전 무렵 전쟁과 분단으로 헤어진 사람들의 정서를 담아 많은 인기를 끌었던 대한민국의 트로트 곡이다.
인기 작곡가 박시춘이 작곡하고 그의 친구인 강사랑이 작사했다. 노래는 순수음악을 전공했다가 대중가수가 되어 〈신라의 달밤〉이라는 히트곡을 낸 바 있는 현인이 불렀다. 1953년 대구의 오리엔트레코드사를 통해 발표되었다.
노랫말에는 '흥남부두', '일사(1·4 후퇴)', '국제시장', '영도다리' 등 시대를 상징하는 단어가 들어 있다. 노래의 화자는 전쟁 때문에 가족, 연인과 생이별을 하고 피난지에서 장사치로 일하고 있다. 흥남부두에서 헤어진 "금순이"에게 자신의 안부를 전하고 다시 만날 때까지 굳세게 잘 지내기를 바라는 내용이다. 노랫말 속의 피난지는 부산이나 실제 노래를 만든 박시춘과 강사랑은 대구에서 피난 생활을 했다.
실향민의 아픔과 기원을 토로한 절절한 가사와 달리 노랫 가락은 경쾌하고 구성지다. 특히 3절에는 어떤 어려움 속에서도 너와 나 사이는 변함이 없을 것이며 '남북통일'이 되면 재회하여 함께 춤을 추자는 매우 희망적인 내용이 들어 있다. 이 노래는 전쟁의 참상에 대한 절묘한 묘사로 전쟁 직후의 시대상과 공명하면서 '국민가요'로 불릴 만큼 높은 인기를 누렸다.
인상적인 제목은 이후 영화, 드라마, 코미디나 패러디의 대상으로 자주 쓰였다. 정치인 강금실에게 힘을 내라는 내용의 기사 제목을 "굳세어라 금실아"로 붙이는 식이다. 동명의 영화가 두 차례, 드라마 한 차례 만들어졌으나, 1962년 영화를 제외하고는 "금순이"라는 이름의 여자주인공이 등장한다는 것 외에 노래와는 관계 없는 내용이다.

## 참고자료
- 이동순 (2007년 8월 23일). “[이동순의 가요이야기 .13] 6·25전쟁 슬픔 다룬 '굳세어라 금순아'와 현인”. 영남일보. 2008년 2월 2일에 확인함. |제목=에 지움 문자가 있음(위치 1) (도움말)
- 신현준 (2005년 6월 1일). “한국전쟁과 대중음악의 ‘분단’ - ③ 미아리와 테네시”. 한겨레. 2006년 2월 12일에 원본 문서에서 보존된 문서. 2008년 2월 2일에 확인함.
- 이준희. “한국 가요사 개설 4”. 가요114. 2007년 1월 11일에 원본 문서에서 보존된 문서. 2008년 2월 2일에 확인함.